# Josh Walker
Joshua Todd Walker (Otisville, Nueva York, 1 de diciembre de 1994), más conocido como Josh Walker, es un jugador profesional estadounidense de béisbol que se desempeña en la posición de lanzador en Toronto Blue Jays, equipo de las Grandes Ligas de Béisbol (MLB).

## Carrera
Walker hizo su debut en la MLB con el equipo New York Mets, en el cual jugó dos temporadas (2023-2024), después pasó a Toronto Blue Jays.